# 小行星9612
小行星9612（9612 Belgorod）是一颗绕太阳运转的小行星，为主小行星带小行星。该小行星于1992年9月4日发现。

## 轨道参数
小行星9612的轨道半长轴为3.1582976 UA，离心率为0.219。